# Gyogyel
Gyogyel románul: Valea Giogești, falu Romániában, Erdélyben, Fehér megyében.

## Fekvése
Mamaligány közelében fekvő település.

## Története
Gyogyel korábban Mamaligány része volt. 1956 körül vált külön 142 lakossal.
1966-ban 103, 1977-ben 114, 1992-ben 60, 2002-ben pedig 41 román lakosa volt.